# Monomorium sordidum
Monomorium sordidum är en myrart som beskrevs av Auguste-Henri Forel 1902. Monomorium sordidum ingår i släktet Monomorium och familjen myror.

## Underarter
Arten delas in i följande underarter:
- M. s. nigriventris
- M. s. sordidum

## Bildgalleri

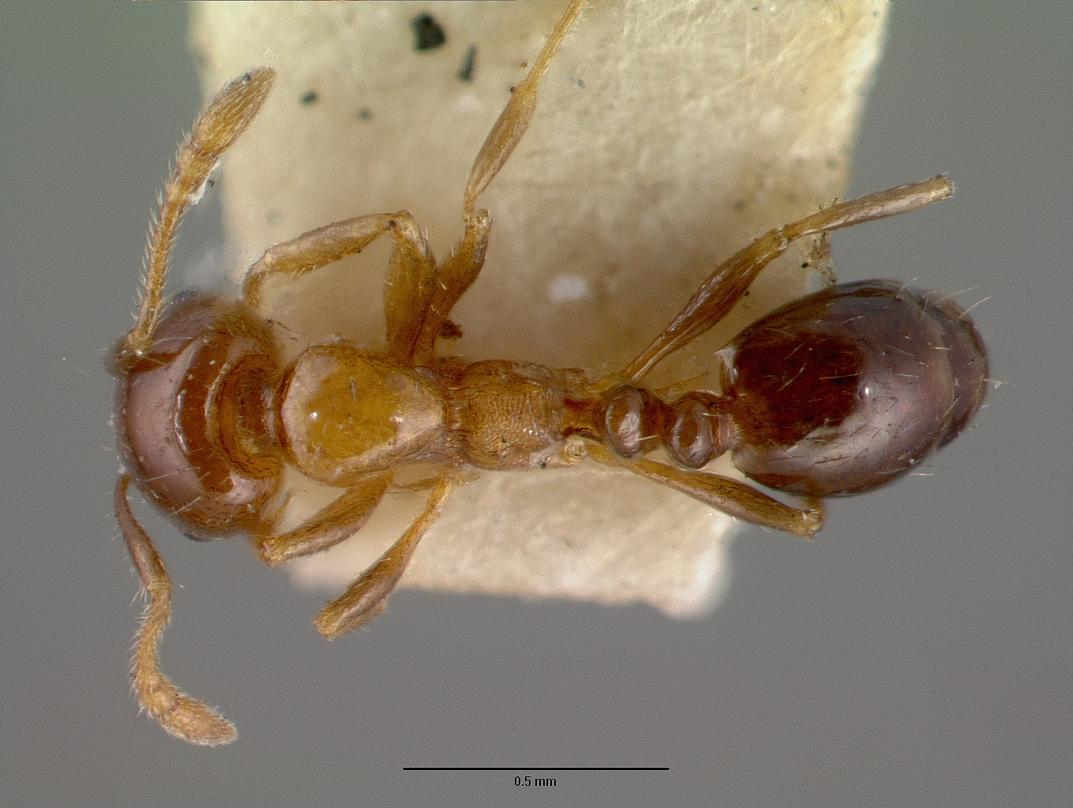
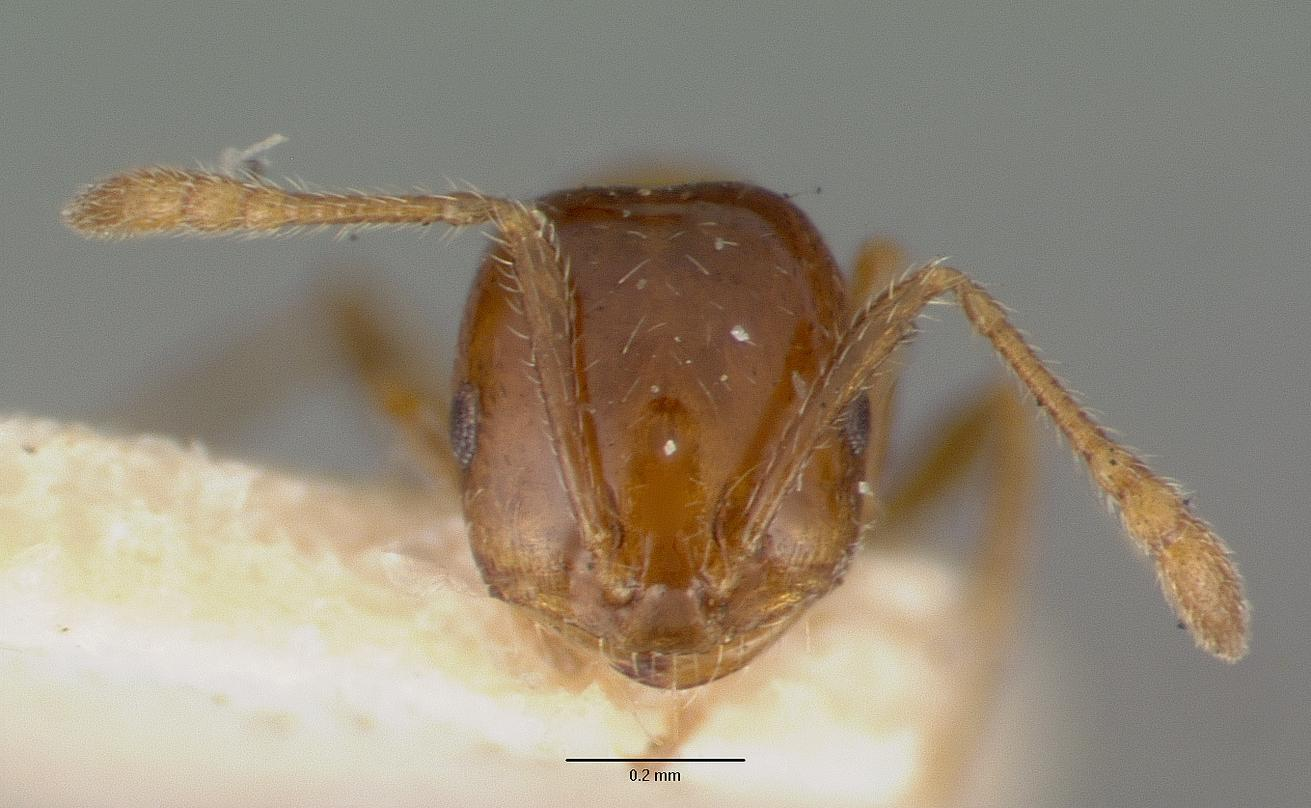
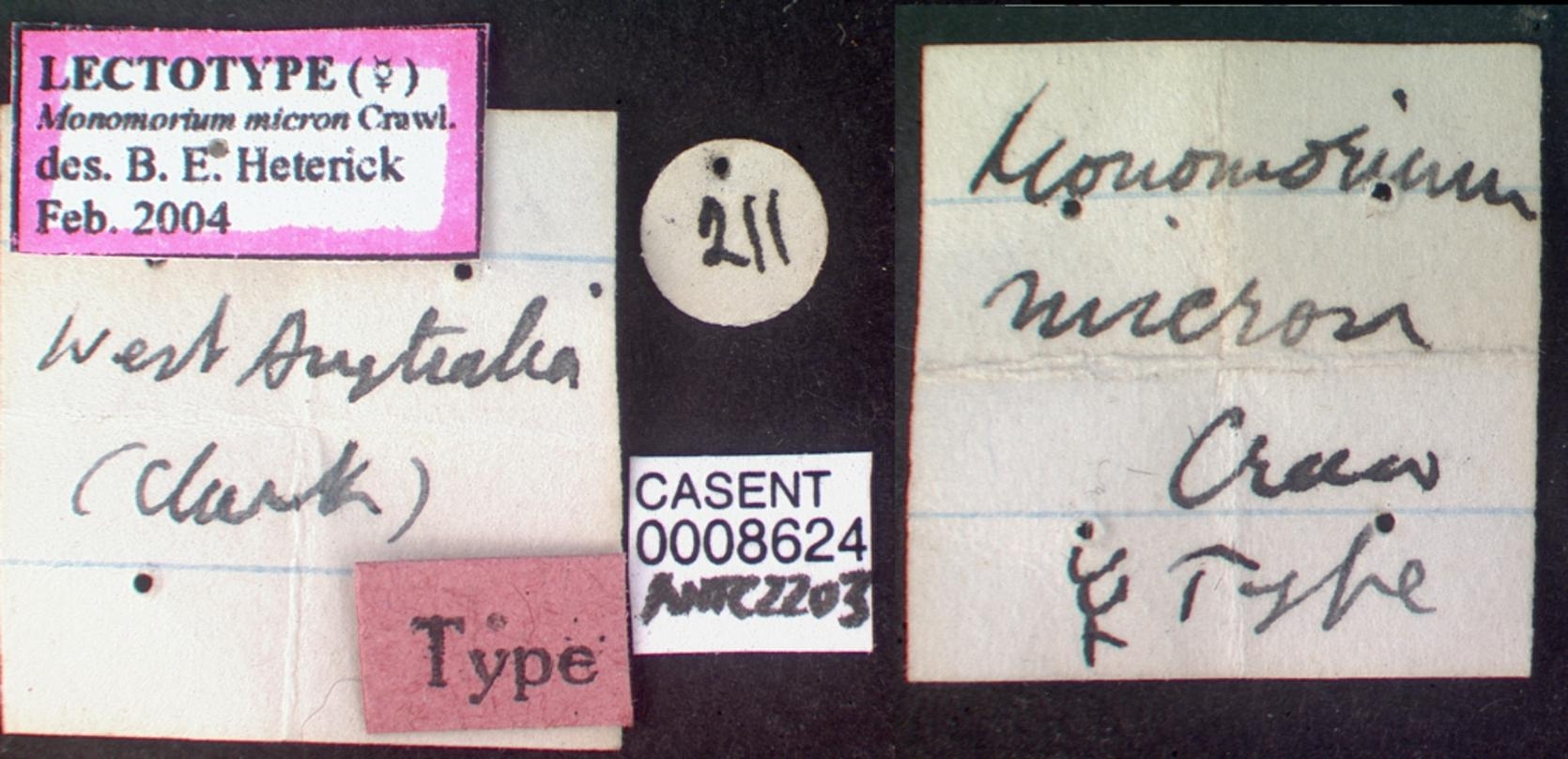
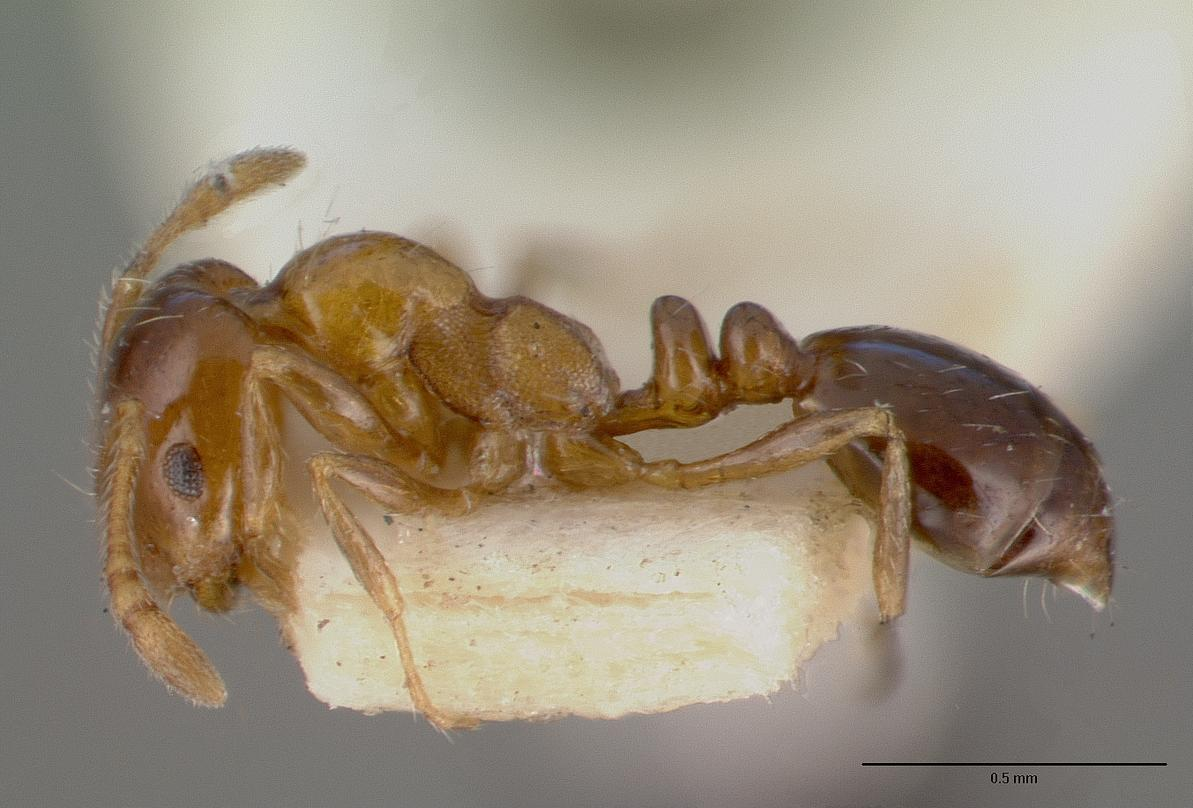